# Никола Фурнаджиев (полковник)
Вижте пояснителната страница за други личности с името Никола Фурнаджиев.
Никола Иванов Фурнаджиев е български офицер (полковник), участник в Съединението на Източна Румелия с Княжество България и във войните за национална независимост. Племенник на Васил Левски.

## Биография
Роден е през 1859 година в Карлово, тогава в Османската империя. Син е на карловския търговец Иван Фурнаджиев и жена му Мария Караиванова – сестра на майката на Васил Левски Гина Кунчева. Учи в Карлово и София.
След Освобождението е волноопределяющ в 22-ра татарпазарджишка дружина. Завършва Военното училище с първия випуск. Назначен е за адютант на 3-та пеша дружина в Източнорумелийската милиция. Участва в Съединението. В последвалата Сръбско-българска война (1885) е командир на 2-ра дружина от Шейновския пеши полк; сражава се в битката при Сливница (5 – 7 ноември), проявява се в сраженията при Пирот (14 и 15 ноември). Награден е със сребърен медал за участие във войната от княз Александър Батенберг.
След войната е командир на 10-и родопски полк. На 2 август 1895 г. е произведен в чин полковник и назначен за помощник-началник на 2-ра тракийска дивизия. След това поема командването на 1-ва бригада от 5-а пехотна дунавска дивизия. Уволнен на 15 февруари 1900 г. Мобилизиран през Балканската война, назначен за началник на транспорта в Търговище. През Първата световна война е председател на комисия при Главното интендантство. В опълчението 5 август 1920 г.
Умира на 23 февруари 1926 г.

## Военни звания[3]
- подпоручик (10 май 1879)
- поручик (8 юли 1881)
- капитан (9 септември 1885)
- майор (1 април 1887)
- подполковник (2 август 1891)
- полковник (2 август 1895)

## Награди
Награден е с орден „Св. Александър“ – III, IV и V степен (1887, 1897, 1900 г.) и „За заслуга“ (1891).